# Motor Lublin (piłka nożna) w sezonie 2009/2010
Sezon 2009/2010 był dla Motoru Lublin 22. sezonem na drugim szczeblu ligowym. W trzydziestu czterech rozegranych spotkaniach, Motor zdobył 23 punkty i zajął ostatnie 18. miejsce w tabeli.

## Przebieg sezonu
W sezonie 2008/2009 Motor zajął spadkowe 15. miejsce, jednak przystąpił do rozgrywek o mistrzostwo II ligi w sezonie następnym, po nieotrzymaniu licencji przez GKS Jastrzębie. W lipcu 2009 trenera Ryszarda Kuźmę, który odszedł do Lecha Poznań, zastąpił jego dotychczasowy asystent Mirosław Kosowski. Po rundzie jesiennej Motor zajmował 17. miejsce.
W przerwie zimowej Motor rozegrał sparingi między innymi z Radomiakiem Radom (1:1), Górnikiem Łęczna (1:3), Świtem Nowy Dwór Mazowiecki (2:2) i Lublinianką (1:0). W lutym 2010 nowym trenerem zespołu został Bogusław Baniak. 15 maja 2010 po porażce z Górnikiem Łęczna, Motor został zdegradowany do II ligi.

## Tabela I ligi
| Poz | Klub                         | M  | Pkt | Bz | Bs |
| --- | ---------------------------- | -- | --- | -- | -- |
| 1.  | Widzew Łódź                  | 34 | 77  | 62 | 17 |
| 2.  | Górnik Zabrze                | 34 | 61  | 47 | 30 |
| 3.  | Sandecja Nowy Sącz           | 34 | 59  | 55 | 42 |
| 4.  | ŁKS Łódź                     | 34 | 55  | 51 | 45 |
| 5.  | Pogoń Szczecin               | 34 | 51  | 46 | 35 |
| 6.  | MKS Kluczbork                | 34 | 46  | 43 | 37 |
| 7.  | Flota Świnoujście            | 34 | 46  | 33 | 36 |
| 8.  | KSZO Ostrowiec Świętokrzyski | 34 | 46  | 37 | 46 |
| 9.  | GKP Gorzów Wielkopolski      | 34 | 45  | 34 | 33 |
| 10. | Warta Poznań                 | 34 | 45  | 49 | 45 |
| 11. | Górnik Łęczna                | 34 | 44  | 38 | 45 |
| 12. | Podbeskidzie Bielsko-Biała   | 34 | 44  | 45 | 38 |
| 13. | GKS Katowice                 | 34 | 43  | 41 | 41 |
| 14. | Dolcan Ząbki                 | 34 | 42  | 37 | 43 |
| 15. | Wisła Płock                  | 34 | 40  | 43 | 51 |
| 16. | Znicz Pruszków               | 34 | 39  | 32 | 48 |
| 17. | Stal Stalowa Wola            | 34 | 25  | 32 | 58 |
| 18. | Motor Lublin                 | 34 | 23  | 27 | 62 |

## Mecze ligowe w sezonie 2009/2010
| Data                 | Przeciwnik                   | D/W | Miejsce                         | Wynik M/P | Strzelcy                                   | Widzów | Źródło |
| -------------------- | ---------------------------- | --- | ------------------------------- | --------- | ------------------------------------------ | ------ | ------ |
|                      |                              |     |                                 |           |                                            |        |        |
| RUNDA JESIENNA       |                              |     |                                 |           |                                            |        |        |
|                      |                              |     |                                 |           |                                            |        |        |
| 2 sierpnia 2009      | Flota Świnoujście            | W   | Stadion Floty                   | 0:2       |                                            | 2000   | [ 10 ] |
| 8 sierpnia 2009      | Warta Poznań                 | D   | Stadion przy al. Zygmuntowskich | 1:4       | Maciejewski 76'                            | 1500   | [ 11 ] |
| 15 sierpnia 2009     | Sandecja Nowy Sącz           | W   | Stadion Sandecji                | 0:2       |                                            | 4500   | [ 12 ] |
| 22 sierpnia 2009     | Dolcan Ząbki                 | D   | Stadion przy al. Zygmuntowskich | 0:0       |                                            | 1000   | [ 13 ] |
| 29 sierpnia 2009     | MKS Kluczbork                | W   | Stadion MKS-u                   | 2:0       | Popławski 28' Białek 74'                   | 1800   | [ 14 ] |
| 2 września 2009      | Widzew Łódź                  | D   | Stadion przy al. Zygmuntowskich | 0:0       |                                            | 3300   |        |
| 6 września 2009      | Pogoń Szczecin               | W   | Stadion Pogoni                  | 0:2       |                                            | 6000   | [ 15 ] |
| 12 września 2009     | KSZO Ostrowiec Świętokrzyski | D   | Stadion przy al. Zygmuntowskich | 2:2       | Białek 27', 87'                            | 1500   | [ 16 ] |
| 16 września 2009     | Znicz Pruszków               | W   | Stadion Znicza                  | 0:2       |                                            | 600    |        |
| 20 września 2009     | Wisła Płock                  | W   | Stadion Floty                   | 1:1       | Żmuda 30'                                  | 1000   | [ 17 ] |
| 26 września 2009     | Górnik Zabrze                | W   | Stadion Górnika                 | 1:2       | Maciejewski 30'                            | 11 000 | [ 18 ] |
| 30 września 2009     | GKS Katowice                 | D   | Stadion przy al. Zygmuntowskich | 0:2       |                                            | 1500   |        |
| 4 października 2009  | Górnik Łęczna                | W   | Stadion Górnika                 | 0:3       |                                            | 3500   | [ 19 ] |
| 10 października 2009 | GKP Gorzów Wielkopolski      | D   | Stadion przy al. Zygmuntowskich | 0:1       |                                            | 1000   | [ 20 ] |
| 17 października 2009 | Stal Stalowa Wola            | W   | Stadion Stali                   | 3:3       | Syroka 43', Lebioda 45' (sam), Wojdyga 60' | 3000   | [ 21 ] |
| 24 października 2009 | Podbeskidzie Bielsko-Biała   | D   | Stadion przy al. Zygmuntowskich | 1:1       | Król 59'                                   | 600    | [ 22 ] |
| 31 października 2009 | ŁKS Łódź                     | W   | Stadion ŁKS-u                   | 2:5       | Białek 71', 85'                            | 4500   | [ 23 ] |
| 7 listopada 2009     | Flota Świnoujście            | D   | Stadion przy al. Zygmuntowskich | 1:1       | Syroka 83'                                 | 500    | [ 24 ] |
| 11 listopada 2009    | Warta Poznań                 | W   | Stadion Warty                   | 0:2       |                                            | 1000   |        |
|                      |                              |     |                                 |           |                                            |        |        |
| RUNDA WIOSENNA       |                              |     |                                 |           |                                            |        |        |
|                      |                              |     |                                 |           |                                            |        |        |
| 7 marca 2010         | Sandecja Nowy Sącz           | D   | Stadion przy al. Zygmuntowskich | 1:4       | Białek 49'                                 | 1800   | [ 25 ] |
| 13 marca 2010        | Dolcan Ząbki                 | W   | Stadion Dolcanu                 | 1:0       | Białek 29'                                 | 800    | [ 26 ] |
| 20 marca 2010        | MKS Kluczbork                | D   | Stadion przy al. Zygmuntowskich | 1:0       | Król 27'                                   | 2000   | [ 27 ] |
| 27 marca 2010        | Widzew Łódź                  | W   | Stadion Widzewa                 | 1:1       | Maciejewski 51' (k)                        | 8023   | [ 28 ] |
| 3 kwietnia 2010      | Pogoń Szczecin               | D   | Stadion przy al. Zygmuntowskich | 3:2       | Fundakowski 12', 54', Hempel 23'           | 3500   | [ 29 ] |
| 24 kwietnia 2010     | Wisła Płock                  | D   | Stadion przy al. Zygmuntowskich | 3:4       | Król 3', Maciejewski 38', Białek 43'       | 2500   | [ 30 ] |
| 28 kwietnia 2010     | KSZO Ostrowiec Świętokrzyski | W   | Stadion KSZO                    | 0:1       |                                            | 1200   |        |
| 1 maja 2010          | Górnik Zabrze                | D   | Stadion przy al. Zygmuntowskich | 0:3       |                                            | 2000   | [ 31 ] |
| 8 maja 2010          | GKS Katowice                 | W   | Stadion przy GKS-u              | 0:2       |                                            | 2500   | [ 32 ] |
| 12 maja 2010         | Znicz Pruszków               | D   | Stadion przy al. Zygmuntowskich | 1:1       | Carlos 86'                                 | 900    |        |
| 15 maja 2010         | Górnik Łęczna                | D   | Stadion przy al. Zygmuntowskich | 0:2       |                                            | 2500   | [ 9 ]  |
| 22 maja 2010         | GKP Gorzów Wielkopolski      | W   | Stadion GKP                     | 2:2       | Król 3', Popławski 28'                     | 1500   | [ 33 ] |
| 26 maja 2010         | Stal Stalowa Wola            | D   | Stadion przy al. Zygmuntowskich | 0:2       |                                            | 1400   |        |
| 1 czerwca 2010       | Podbeskidzie Bielsko-Biała   | W   | Stadion Podbeskidzia            | 0:0       |                                            | 2000   |        |
| 5 czerwca 2010       | ŁKS Łódź                     | D   | Stadion przy al. Zygmuntowskich | 0:3       |                                            | 1800   | [ 34 ] |

## Puchar Polski na szczeblu centralnym
| Data                | Runda | Przeciwnik     | D/W | Miejsce        | Wynik M/P | Strzelcy | Źródło |
| ------------------- | ----- | -------------- | --- | -------------- | --------- | -------- | ------ |
| 25/26 sierpnia 2009 | I     | Pogoń Szczecin | W   | Stadion Pogoni | 0:2       | 3500     | [ 35 ] |

## Kadra
| Zawodnik                     | Data ur.   | Występy        | Bramki         |                |                | Występy        | Bramki         |                |                | Występy   | Bramki    | Poprzedni klub           |           |
| Zawodnik                     | Data ur.   | RUNDA JESIENNA | RUNDA JESIENNA | RUNDA JESIENNA | RUNDA JESIENNA | RUNDA WIOSENNA | RUNDA WIOSENNA | RUNDA WIOSENNA | RUNDA WIOSENNA | SEZON     | SEZON     | Poprzedni klub           |           |
| Bramkarze                    | Bramkarze  | Bramkarze      | Bramkarze      | Bramkarze      | Bramkarze      | Bramkarze      | Bramkarze      | Bramkarze      | Bramkarze      | Bramkarze | Bramkarze | Bramkarze                | Bramkarze |
| ---------------------------- | ---------- | -------------- | -------------- | -------------- | -------------- | -------------- | -------------- | -------------- | -------------- | --------- | --------- | ------------------------ | --------- |
| Sebastian Ciołek             | 26.04.1991 | —              | —              | —              | —              | 0 (1)          |                |                |                | 0 (1)     |           | wychowanek               |           |
| Dawid Dłoniak                | 5.05.1993  | —              | —              | —              | —              | 11 (1)         |                | 4              |                | 11 (1)    |           | GKP Gorzów Wielkopolski  |           |
| Łukasz Gieresz               | 11.09.1982 | 6              |                |                |                | 4              |                |                |                | 10        |           | APS Atrómitos Geroskípou |           |
| Robert Mioduszewski          | 10.12.1973 | 10             |                |                |                | —              | —              | —              | —              | 10        |           | Ruch Chorzów             |           |
| Mateusz Oszust               | 17.01.1992 | 3 (1)          |                |                |                | —              | —              | —              | —              | 3 (1)     |           | BKS Lublin               |           |
| Obrońcy                      |            |                |                |                |                |                |                |                |                |           |           |                          |           |
| Michał Budzyński             | 3.06.1988  | 5 (6)          |                | 2              |                | —              | —              | —              | —              | 5 (6)     |           | Orlęta Radzyń Podlaski   |           |
| Damian Falisiewicz           | 16.07.1987 | 13             |                | 3              |                | 10 (1)         |                | 1              |                | 23 (1)    |           | wychowanek               |           |
| Joao Carlos Cardoso Ferreira | 15.01.1985 | —              | —              | —              | —              | 4 (1)          | 1              | 1              |                | 4 (1)     | 1         | Luverdense EC            |           |
| Krystian Kalinowski          | 19.07.1985 | 8 (3)          |                | 1              |                | 8 (1)          |                | 1              | 1              | 16 (4)    |           | Odra Opole               |           |
| Grzegorz Krystosiak          | 27.01.1987 | 11 (1)         | 4              | 1              |                | 0 (3)          |                |                |                | 11 (4)    |           | Stal Poniatowa           |           |
| Radosław Kursa               | 12.01.1989 | 7              |                |                |                | 5 (3)          |                | 1              |                | 12 (3)    |           | Wisła Płock              |           |
| Tomasz Lenart                | 27.10.1986 | 4 (2)          |                |                |                | 4 (5)          | 2              |                |                | 8 (7)     |           | Kotwica Kołobrzeg        |           |
| Michał Maciejewski           | 26.04.1983 | 16             | 2              | 4              |                | 11             | 2              | 2              |                | 27        | 4         | Avia Świdnik             |           |
| Dawid Ptaszyński             | 22.02.1982 | —              | —              | —              | —              | 11             |                | 1              |                | 11        |           | Avia Świdnik             |           |
| Grzegorz Wojdyga             | 8.08.1987  | 12 (1)         | 1              | 4              |                | 3              |                | 1              |                | 15 (1)    | 1         | Polonia Warszawa         |           |
| Przemysław Żmuda             | 3.03.1985  | 18             | 1              | 3              | 1              | 11             |                | 1              |                | 29        | 1         | Unia Bełżyce             |           |
| Pomocnicy                    |            |                |                |                |                |                |                |                |                |           |           |                          |           |
| Paweł Adamiec                | 30.06.1987 | —              | —              | —              | —              | 6 (9)          |                |                |                | 6 (9)     |           | GKS Bełchatów            |           |
| Kamil Hempel                 | 12.05.1988 | 4 (14)         |                | 2              |                | 6 (4)          | 1              |                |                | 10 (18)   | 1         | Arka Gdynia              |           |
| Łukasz Kępa                  | 12.07.1987 | 1 (5)          |                | 2              |                | —              | —              | —              | —              | 1 (5)     |           | Polonia Warszawa         |           |
| Rafał Król                   | 16.01.1989 | 16             | 1              | 2              |                | 13             | 3              | 7              |                | 29        | 4         | Stal Kraśnik             |           |
| Damian Niemczyk              | 2.10.1986  | 15 (2)         |                |                |                | 4 (3)          |                | 2              |                | 19 (5)    |           | Górnik Wieliczka         |           |
| Kamil Oziemczuk              | 29.03.1988 | 11 (2)         |                | 2              |                | —              | —              | —              | —              | 11 (2)    |           | AJ Auxerre               |           |
| Diovonei Rama                | 19.08.1987 | —              | —              | —              | —              | 2 (3)          |                | 1              | 1              | 2 (3)     |           | Foz do Iguaçu            |           |
| Alan Machado Santana         | 6.04.1987  | —              | —              | —              | —              | 0 (1)          |                |                |                | 0 (1)     |           | Elosport Capao Bonito    |           |
| Piotr Stalęga                | 4.01.1990  | 0 (1)          |                |                |                | —              | —              | —              | —              | 0 (1)     |           | BKS Lublin               |           |
| Marcin Syroka                | 26.10.1978 | 16 (2)         | 2              | 3              |                | 12 (1)         |                | 2              |                | 28 (3)    | 2         | BKS Lublin               |           |
| Napastnicy                   |            |                |                |                |                |                |                |                |                |           |           |                          |           |
| Wojciech Białek              | 23.05.1982 | 14 (4)         | 5              | 3              |                | 12 (1)         | 3              | 1              |                | 26 (3)    | 8         | Avia Świdnik             |           |
| Marek Fundakowski            | 18.04.1988 | —              | —              | —              | —              | 13 (2)         | 2              | 1              |                | 13 (2)    | 2         | Hetman Zamość            |           |
| Damian Iracki                | 22.01.1987 | 2 (7)          |                |                |                | 0 (1)          |                |                |                | 2 (8)     |           | Lublinianka              |           |
| Dominik Płaza                | 23.06.1985 | —              | —              | —              | —              | 1 (3)          |                |                |                | 1 (3)     |           | Palloseura Kemi Kings    |           |
| Marcin Popławski             | 30.09.1980 | 18 (1)         | 1              | 2              |                | 13             | 1              | 2              |                | 31 (1)    | 2         | Górnik Łęczna            |           |
| Adrian Sadowski              | 20.11.1986 | 0 (2)          |                |                |                | 0 (2)          |                |                |                | 0 (2)     |           | Stal Poniatowa           |           |
| Piotr Wilawer                | 19.06.1988 | 0 (2)          |                |                |                | —              | —              | —              | —              | 0 (2)     |           | Stal Poniatowa           |           |